# William G. Dillon
William G. Dillon, né en 1957, est un astronome amateur américain.

## Biographie
Fondateur du Fort Bend Astronomy Club de Stafford au Texas, il a épousé sa collègue Elizabeth R. Dillon.
Le Centre des planètes mineures lui crédite la découverte de soixante-et-un astéroïdes, découvertes effectuées entre 1996 et 2009, parmi elles trente-huit avec la collaboration d'autres astronomes dont Joseph A. Dellinger, Elizabeth R. Dillon, Max Eastman, Paul G. A. Garossino, Mike Knewtson, Randy Pepper, Keith Rivich et Don J. Wells.
L'astéroïde (78393) Dillon lui a été dédié.

## Astéroïdes découverts
| (21576) McGivney      | 19 septembre 1998 |
| (23712) Willpatrick   | 1er janvier 1998  |
| (35352) Texas         | 7 août 1997       |
| (38269) Gueymard      | 10 septembre 1999 |
| (51415) Tovinder      | 15 mars 2001      |
| (54820) Svenders      | 11 juillet 2001   |
| (55276) Kenlarner     | 16 septembre 2001 |
| (88297) Huikilolani   | 11 juillet 2001   |
| (111661) Mamiegeorge  | 16 janvier 2002   |
| (111818) Deforest     | 17 février 2002   |
| (115561) Frankherbert | 20 octobre 2003   |
| (127005) Pratchett    | 1er avril 2002    |